# Ochropleura xanthiodes
Ochropleura xanthiodes là một loài bướm đêm trong họ Noctuidae.